# Evgenij Francevič Bauėr
Evgenij Francevič Bauėr (Mosca, 22 gennaio 1865 – Jalta, 22 giugno 1917) è stato un regista cinematografico russo.

## Filmografia (parziale)

### Regista
- Sumerki ženskoj duši (1913)
- Ditja bolšovo goroda (1914)
- Eё gerojskij podvig (1914)
- Žizn' v smerti (1914)
- Nemye svideteli (1914)
- Vol'naja ptica (1914)
- Slava - nam, smert' - vragam (1914)
- Tajna germanskovo posol'stva (1914)
- Slёzy (1914)
- Grёzy (1915)
- Deti veka (1915)
- Leon Drej (1915)
- Obožžёnnye kryl'ja (1915)
- Pesn' toržestvujuščej ljubvi (1915)
- Posle smerti (1915)
- Sčast'e večnoj noči (1915)
- Plamja neba (1915)
- Tysjača vtoraja chitrost' (1915)
- Brat'ja Boris i Gleb (1915)
- Nevesta studenta Pevcova (1916)
- Jamščik, ne goni lošadej (1916)
- Odna iz mnogich (1916)
- O, esli b mog vyrazit' v zvukach... (1916)
- Lunnaja krasavica (1916)
- Priključenie Liny v Soči (1916)
- Grif starogo borca (1916)
- Zagadočnij mir (1916)
- Koroleva ėkrana (1916)
- Razorvannye cepi (1916)
- Koldun'ja (1916)
- V mire dolžna carit' krasota (1916)
- Korol' Pariža (1917)
- Campane a martello (1917)
- Revoljucioner (1917)
- Umirajuščij lebed' (1917)
- Dopo la felicità[1][2](1917)